# Sydney Harbour Bridge
Die Sydney Harbour Bridge (deutsch Sydneyer Hafenbrücke) wurde am 19. März 1932 offiziell eröffnet. Die Bogenbrücke ist die Hauptverbindung zwischen Sydneys Nord- und Südküste über den Hafen von Sydney (Port Jackson). Von Einheimischen wird sie auch „coat hanger“ (deutsch Kleiderbügel) genannt. Die Brücke wurde 2007 an ihrem 75. Jahrestag als nationales Denkmal in die Australian National Heritage List eingetragen. In der Begründung der australischen Denkmalschutzbehörde steht die Brücke symbolisch für die Entwicklung des modernen Sydneys und international für die glänzende Zukunft Australiens.
Neben dem berühmten Sydney Opera House wird dieses Bauwerk meist als weiteres Wahrzeichen Sydneys genannt.

## Konstruktion

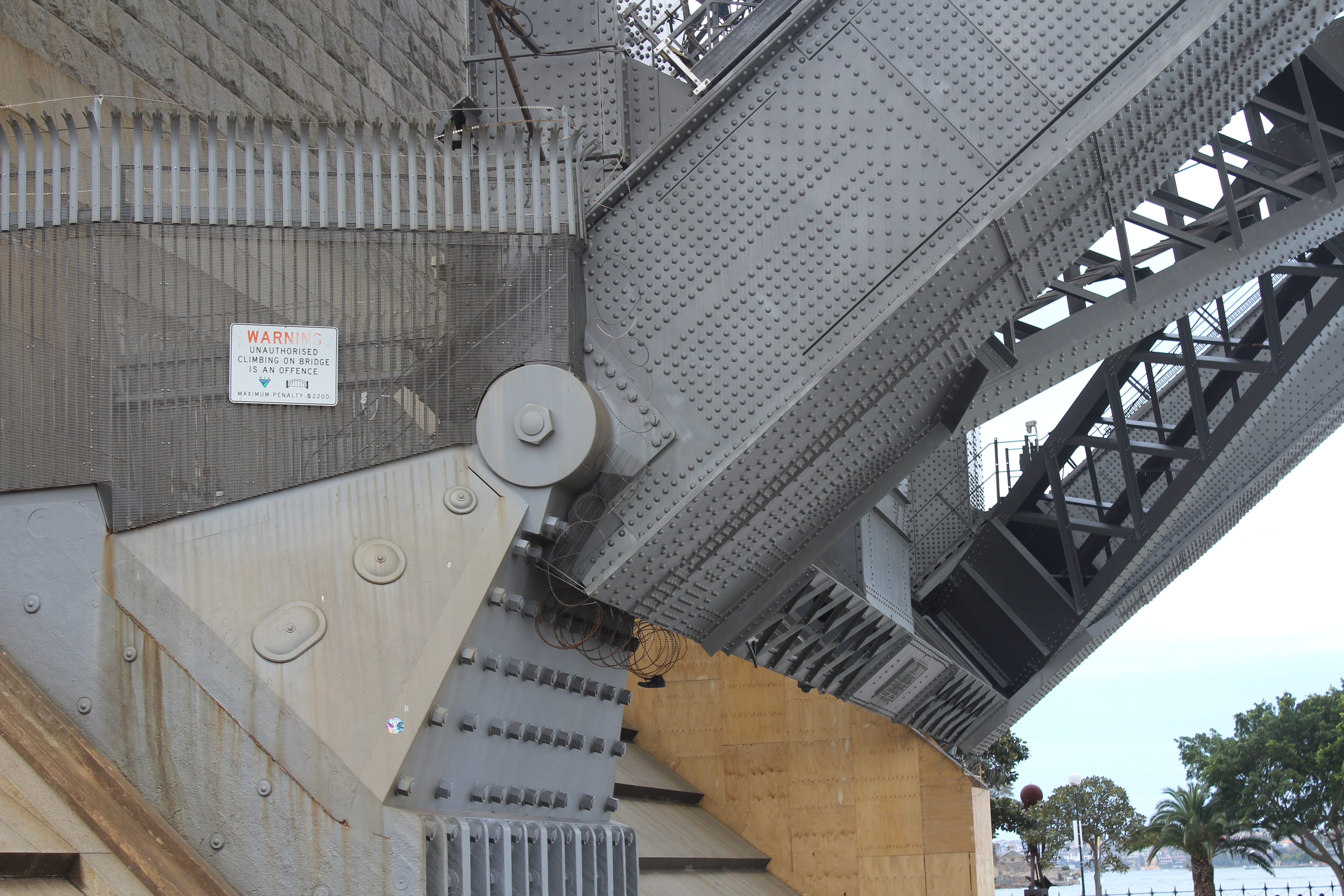
Eines der Brücken-Widerlager

Die Spannweite der Sydney Harbour Bridge beträgt 503 Meter, und der Bogenscheitel erhebt sich 134 Meter über den Meeresspiegel, wobei diese Höhe aufgrund der Expansion des Stahls an heißen Tagen um 18 cm steigen kann. Im Bogen sind 39.006 Tonnen Stahl verarbeitet. Insgesamt wurden 52.800 Tonnen Stahl verbaut, womit die Brücke eine der schwersten und weitesten Bogenbrücken der Welt ist. Weiterhin wurden etwa 17.000 m³ Granit und 95.000 m³ Beton verwendet. Der Stahl kam dabei zu 79 % aus Redcar im Nordosten Großbritanniens, der Rest aus australischer Produktion. Der Granit war aus Moruya, New South Wales, und der Zement für den Beton ebenfalls aus Australien. Mit ihrer Breite von 50 Metern ist sie die „Breiteste Brücke der Welt mit langer Spannweite“ (Guinness-Buch der Rekorde, 2004). Auf ihr befinden sich acht Fahrstreifen (davon ein Busfahrstreifen), zwei Bahngleise, ein Fahrradweg und ein Fußweg. Eröffnet wurde die Brücke mit sechs Fahrstreifen, zwei Bahngleisen, zwei Straßenbahngleisen und jeweils einem Fuß- und Fahrradweg. Auf der Brücke befindet sich der Bradfield Highway, welcher mit etwa 2,4 km einer der kürzesten Highways in Australien darstellt (der kürzeste befindet sich auf der Story Bridge in Brisbane und heißt ebenfalls Bradfield Highway). Mit den Auffahrrampen beträgt die Bauwerkslänge über alles 1149 Meter.
Die zwei granitverkleideten Pfeiler auf jeder Seite sind nur Dekoration bzw. dienen als Museum (Südostpfeiler). Sie ragen 89 Meter über den Wasserspiegel. In Wirklichkeit wird die Bogenbrücke von riesigen Fundamentblöcken getragen. Die Bögen wurden mit Hilfsabspannungen im Freivorbau hergestellt. Dabei wurden je Bogenhälfte 128 Stahlseile rückverankert. Jedes war 365 Meter lang, 7 cm im Durchmesser, wog 8,6 Tonnen und bestand aus 217 einzelnen Drähten.
Die Durchfahrtshöhe für Schiffe beträgt 54 m.
Als Vorbild diente dem Leitenden Ingenieur des New South Wales Public Works Department John Jacob Crew Bradfield (1867–1943) die wenige Jahre zuvor fertiggestellte Hell Gate Bridge (New York). Bereits 1885 (evtl. sogar bereits früher) wurde mit Diskussionen um eine Querung des Hafens begonnen. Es wurde immer wieder um Brücke oder Tunnel oder auch die generelle Notwendigkeit eines Bauwerkes debattiert.
Gebaut wurde die Brücke in acht Jahren von 1924 bis 1932 von dem Stahlbauunternehmen Dorman Long nach den von Ralph Freeman, dem Partner von Sir Douglas & Francis Fox, erstellten Detailentwurfsplänen. Für die Kosten des Bauwerks finden sich unterschiedliche Angaben, die von 4,24 Millionen australische Pfund für die bloßen Baukosten über 6,25 Millionen und über 10,1 Millionen Pfund bis 13,5 Millionen Pfund reichen, wobei in den letztgenannten Angaben Zinskosten sowie Kosten der Zufahrtsstraßen und der Entschädigungszahlungen für die Grundstücke eingeschlossen sind. Die Anfangsschätzung lag bei 4,22 Millionen Pfund. Durchschnittlich waren etwa 1400 Männer am Bau der Brücke beschäftigt, insgesamt etwa 1600 Personen. 16 verunglückten bei den Bauarbeiten tödlich.
Eröffnet wurde die Brücke letztendlich am 19. März 1932. Sie war bei ihrer Planung noch als die Bogenbrücke mit der größten Spannweite der Welt geplant. Bis zu ihrer Fertigstellung wurde sie jedoch von der Bayonne Bridge in New York City, USA, die später begonnen, aber ein Jahr vorher eröffnet wurde, um 7,62 m (25 ft) übertroffen. Allerdings ist die Bayonne Bridge deutlich schmaler als die Sydney Harbour Bridge.

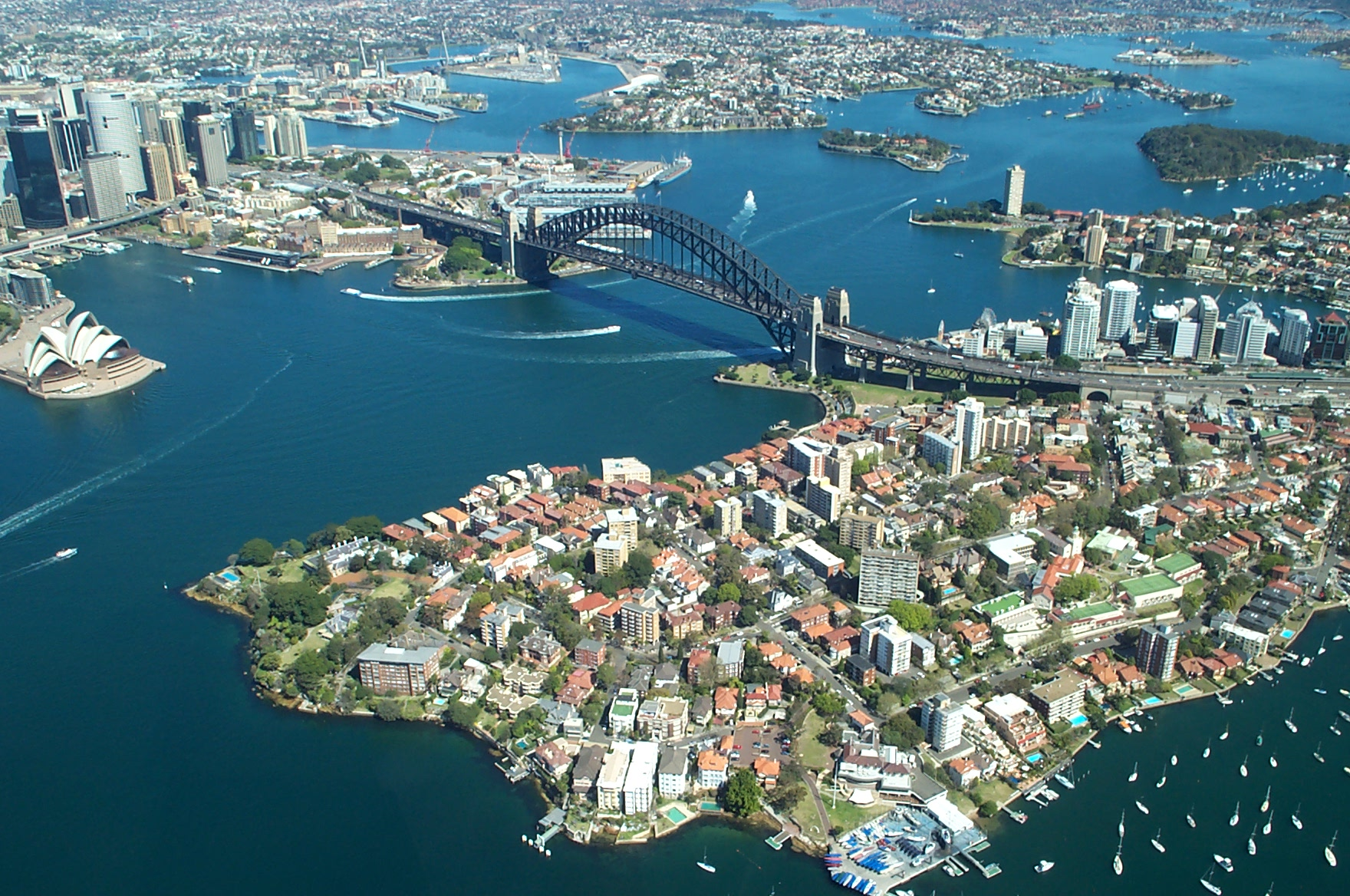
Luftbild der Sydney Harbour Bridge

Der Anstrich der Brücke ist ein endloses Unterfangen, da er normalerweise zehn Jahre dauert, wobei 30.000 Liter Farbe verbraucht werden. Wenn ein Streichertrupp die Brücke einmal vollständig gestrichen hat, muss er wieder von vorne anfangen.
Bei den ersten drei Anstrichen wurden etwa 272.000 Liter Farbe aufgebracht. Es müssen insgesamt 485.000 m² Stahl gestrichen werden. Im Gegensatz zu den ersten Anstrichen mit Pinseln erfolgt die Anbringung der Farbe in den letzten Jahren mit Spritzpistolen. Auch die etwa 6 Millionen Niete werden mit Farbe gegen Korrosion  geschützt.

## Einweihung
Die feierliche Einweihung am 19. März 1932 fand in der Zeit der Großen Depression statt; Schätzungen zufolge nahmen zwischen 300.000 und 1.000.000 Personen an der Feier teil. Zur Feier in Form des venezianischen Karnevals gehörten u. a. an der Brücke vorbeitreibende Blumenteppiche und feierliche Umzüge von Marschgruppen und Musikkapellen; zahlreiche Passagierschiffe unterquerten die Brücke. Beim feierlichen Durchschneiden des Eröffnungsbandes durch den australischen Premierminister Jack Lang wurden 21 Schüsse Salut abgefeuert, und die Royal Air Force überflog in Stafetten die Brücke.

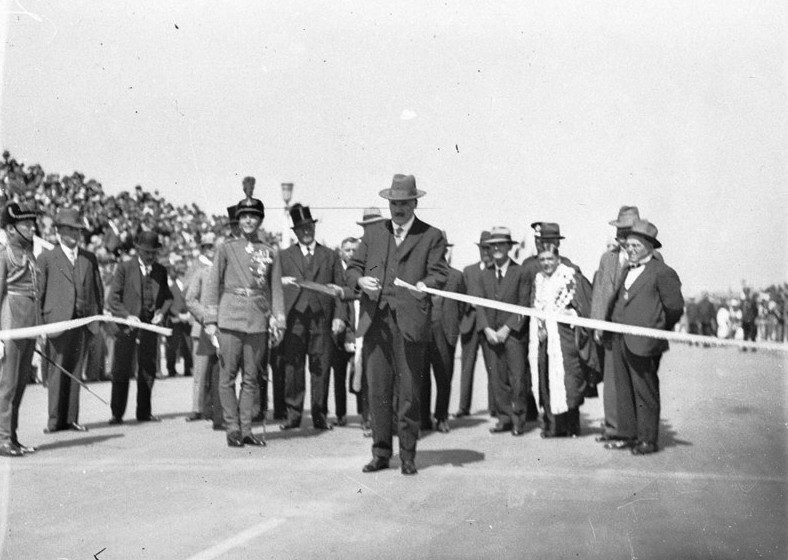
Eröffnung der Brücke am 19. März 1932 durch Premierminister Jack Lang

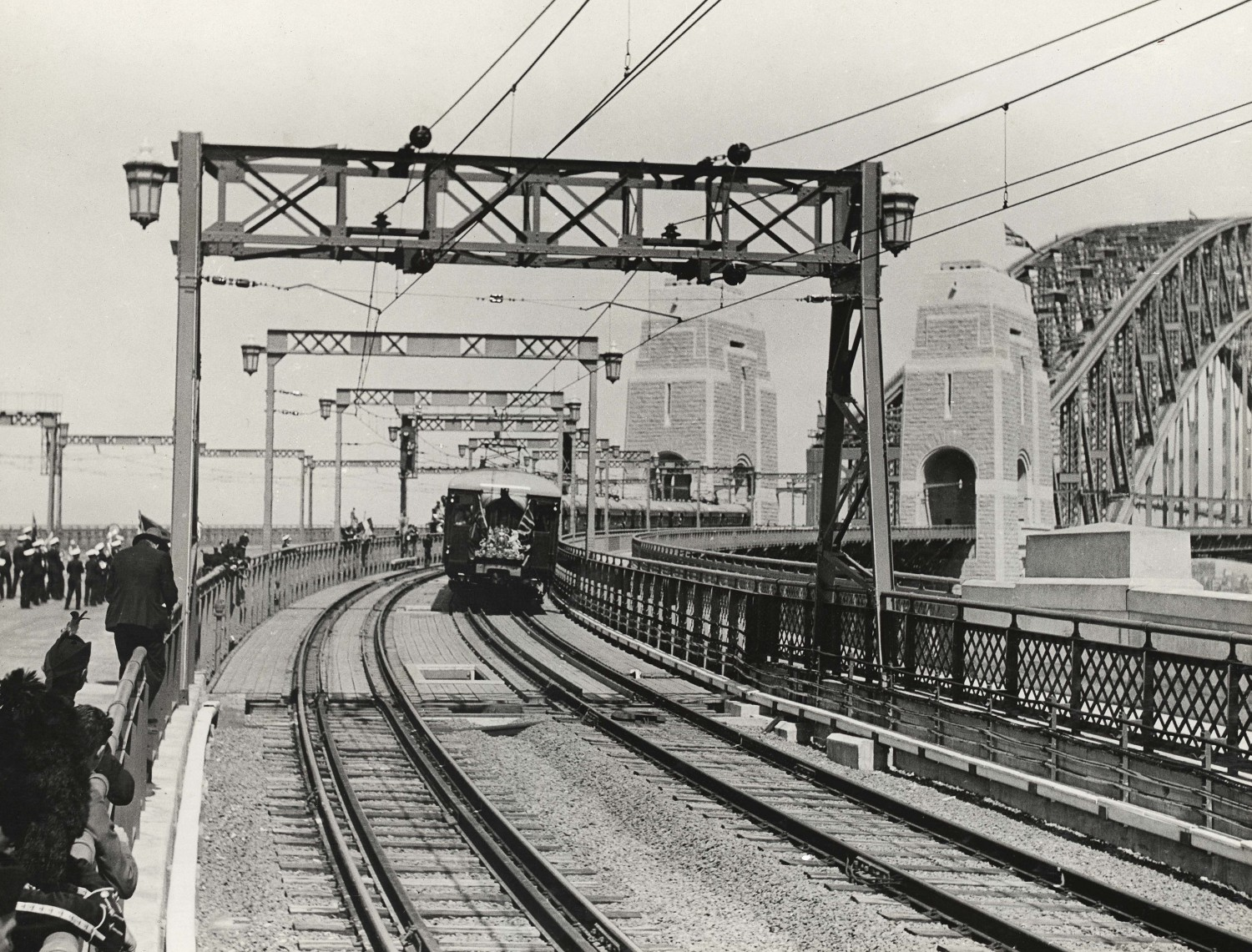
Erster Personenzug über die Sydney Harbour Bridge am Tag deren Eröffnung

Ein Attentat, das die paramilitärische faschistoide Organisation New Guard auf Jack Lang geplant hatte, konnte rechtzeitig aufgedeckt werden. Dennoch kam es zu einem von Francis de Groot verursachten protokollarischen Zwischenfall vor der feierlichen Eröffnung, als er zu Pferd in einer Husarenuniform aus dem Ersten Weltkrieg mit gezogenem Kavallerie-Säbel durch die Menge ritt und mit den Worten „in the name of the decent and respectable people of New South Wales“ (deutsch: „im Namen der anständigen und ehrwürdigen Menschen von New South Wales“) das Band durchschlug, das zur offiziellen Freigabe der Brücke gespannt war. Groot war ein führendes Mitglied der New Guard, die angekündigt hatte, dass Jack Lang, der australische Premierminister von der Australian Labor Party, die Brücke nicht einweihen würde, so dass staatliche Schutzkräfte eine Massendemonstration erwarteten. Das Band wurde danach erneuert, Jack Lang weihte die Brücke offiziell ein und Groot wurde durch diese Tat in Australien bekannt. Er wurde später zu einer Strafe von 5 Pfund Sterling verurteilt.

## Verkehr
Vor dem Brückenbau nutzten etwa 40.000 Fahrzeuge täglich die Fähren. 1992 passierten 181.878, nach dem Bau des Sydney-Harbour-Tunnels um die Jahrtausendwende noch etwa 161.000 Fahrzeuge die Brücke täglich. Die Höhe der Maut ist abhängig von der Tageszeit.

## Bemerkenswerte Ereignisse

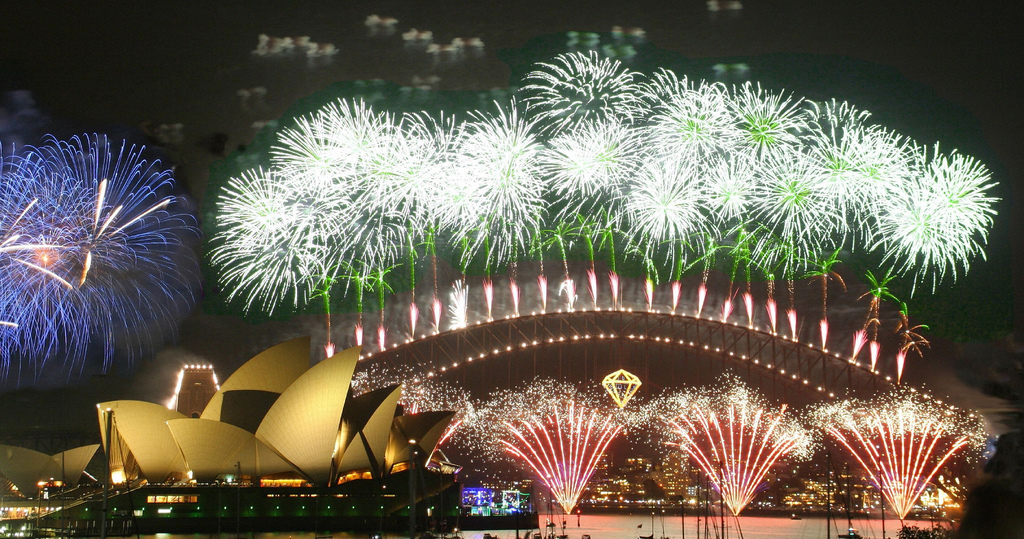
Silvesterfeuerwerk in Sydney Harbour (2006)

Die Sydney Harbour Bridge wurde 1988 von der American Society of Civil Engineers in die List of Historic Civil Engineering Landmarks aufgenommen.
Seit dem 1. Oktober 1998 ist es möglich, den Brückenbogen gegen eine Gebühr zu besteigen. In Gruppen werden täglich viele Besucher hinaufgeführt, der Einmillionste am 14. April 2003.
Die Brücke ist seit 1993 Zentrum der Silvesterfeierlichkeiten in Sydney Harbour, die stets mit einem gigantischen Feuerwerk begangen werden. Dabei wird auch die Brücke pyrotechnisch illuminiert. Zur Jahrtausendwende verfolgten knapp 2,5 Mrd. Menschen die Liveübertragung des Silvester-Feuerwerks. Musikalisch untermalt wurde die Aufführung von der 25-minütigen Komposition The Ghost of Time der australischen Gruppe Icehouse, die vom Sydney Symphonic Orchestra eingespielt worden war.
Am 28. Mai 2000 haben mehr als 250.000 Menschen die Brücke überquert. Eine Bronzetafel erinnert an diesen Tag und das Zeichen zur Versöhnung. Zum 75. Geburtstag am 18. März 2007 überquerten mehr als 200.000 Personen die Brücke.
Am 25. Oktober 2009 wurde auf dem Fahrbahndeck erstmals ein Massen-Picknick veranstaltet. Auf einem eigens für diese Veranstaltung ausgerollten Rasen frühstückten rund 6.000 Menschen bei Hintergrundmusik von Akkordeonspielern und Trompetern. Beworben hatten sich für die zuvor ausgelosten Karten rund 45.000 Menschen. Die Veranstaltung soll künftig jährlich einmal im Oktober im Rahmen des Essensfestivals stattfinden.